# Désiré (film, 1996)
Pour les articles homonymes, voir Désiré.
Pour plus de détails, voir Fiche technique et Distribution.
Désiré est un film français réalisé par Bernard Murat,  sorti le 10 avril 1996, adaptation de la pièce de théâtre éponyme de Sacha Guitry de 1927.

## Synopsis
Désiré, valet stylé doublé d'un maître d'hôtel impeccable, est également le tombeur de ses patronnes. Mais, instable, il profite de l'inconstance de ces dames pour changer souvent de place. Cette fois, chez la maîtresse du ministre des Postes Montignac, Odette, c'est lui qui tombe amoureux. Madame succombera-t-elle à son tour ?

## Fiche technique
- Titre : Désiré
- Réalisation : Bernard Murat, assisté d'Isabelle Broué
- Scénario : Bernard Murat et d'après la pièce de théâtre de Sacha Guitry
- Producteur : Boudjemaa Dahmane et Daniel Toscan du Plantier
- Société de production: AML, (France)
- Musique : Jean-Claude Petit
- Son : Michel Picardat
- Photographie : Ricardo Aronovich
- Montage : Colette Farrugia
- Décors : François Comtet
- Pays d'origine :  France
- Format : couleur - 2,35:1 CinemaScope - 35 mm
- Genre : comédie
- Durée : 93 minutes
- Date de sortie : 10 avril 1996 (France)

## Distribution
- Jean-Paul Belmondo : Désiré
- Fanny Ardant : Odette
- Claude Rich : Montignac
- Béatrice Dalle : Madeleine
- Jean Yanne : Corniche
- Dominique Lavanant : Henriette
- Annie Grégorio : Adèle

## Autour du film
- Box-office : 134 431 entrées

Jean-Paul BELMONDO critique vivement la politique de distribution du cinéma en France. L'acteur pourfend la main mise américaine sur les salles françaises alors que son film "Désiré" adapté de Sacha GUITRY et mis en scène par Bernard MURAT, ne sort que dans six salles. 
Jean-Paul BELMONDO:"C'est un film assassiné. C'est un vrai film avec le texte de Sacha GUITRY et de bons acteurs...Je pense être victime d'un système et j'ai le droit d'ouvrir ma gueule et j'ai gagné beaucoup de sous et j'ai ramené beaucoup de sous au cinéma français. Je crois que le ministre de la culture (M Douste Blazy) est bien et il sait dans quel danger est le cinéma français. Il faut un quotat pour équilibrer.".